# Fundamedios
La Fundación Andina para la Observación y Estudio de Medios, conocida también como Fundamedios, es una organización no gubernamental ecuatoriana creada en 2007, con el fin de apoyar a medios de comunicación y periodistas vigilando las amenazas y atentados contra la libertad de expresión, además de documentar las violaciones acaecidas en contra de la prensa.

## Historia
Fue fundada en el año 2007. En diciembre de 2013, el Ministerio de Inclusión Económica y Social de Ecuador derivó su competencia ante la Secretaría Nacional de Comunicación.

## Controversia
En 2015, la SECOM anunció la apertura de un proceso de disolución, alegando que se hubo violentado los estatutos de la propia organización y el reglamento del Sistema Unificado de Información de las Organizaciones Sociales, dándoles diez días para su defensa. Ante esta notificación, Fundamedios solicitó el archivo del trámite, y la petición de 6 puntos, entre ellos una certificación por parte del Consejo Nacional Electoral que exprese que no han presentado candidatos políticos postulantes a cargos de elección popular, y que la SECOM anuncie públicamente la normativa que le otorgue la capacidad de disolver organizaciones no gubernamentales a su cargo. Finalmente, tras un pedido de la Defensoría del Pueblo, Secom archivó el proceso, manteniéndose en la posición de alegar que Fundamedios violó sus propios reglamentos.